# Ecaterina Bălăcioiu-Lovinescu
Ecaterina Bălăcioiu-Lovinescu (n. 1 martie 1887, Craiova, România – d. 7 iunie 1960, București, România) a fost o intelectuală română, profesoară de limba franceză. A fost căsătorită cu criticul literar Eugen Lovinescu, de care a divorțat mai târziu; din mariaj s-a născut Monica Lovinescu.
După instalarea regimului comunist din România, Ecaterina Bălăcioiu-Lovinescu a fost închisă (la vârsta de 71 de ani) în diferite penitenciare și supusă unui regim de exterminare (neadministrare de medicamente acut necesare), pentru a o determina astfel pe fiica ei, Monica Lovinescu, exilată la Paris, să se reîntoarcă în România. Ecaterina Bălăcioiu-Lovinescu a murit în detenție. Pe 12 ianuarie 1950, autoritățile comuniste au dispus confiscarea imobilului în care a locuit Eugen Lovinescu și familia sa. Pe 23 mai 1958, Ecaterina Bălăcioiu-Lovinescu a fost arestată și acuzată că a transmis în străinătate știri care nu erau destinate publicității și a fost condamnată pe 12 februarie 1959 la 18 ani de temniță grea. Ecaterina Bălăcioiu-Lovinescu a decedat în detenție.  